# Consorci de la Ribera
El Consorci de la Ribera és consorci format per les mancomunitats Intermunicipal de la Ribera Baixa i la de la Ribera Alta. El consorci presta serveis comuns per ambdues comarques tal com:
- L'Agència Energètica de la Ribera[2]
- El Pacte Territorial per a l'Ocupació a la Ribera (PATER): un organisme autònom de caràcter local creat el 26 de juliol de 2004. Té personalitat jurídica pròpia. Les seues finalitats són el disseny i promoció d'accions per a la creació d'ocupació, la inserció sociolaboral i el desenvolupament econòmic de la Ribera així com el consell en les polítiques d'infraestructures i ordenació del territori, la política agrària, comercial i industrial. Hi participen les mancomunitats, i els organismes patronals (CEV, Fedalcis, i l'Associació Empresarial d'Alzira) i sindicals (CCOO i UGT).[3]
- Riberaturisme: un ens autònom de promoció del turisme, format per diverses institucions, tant públiques com privades: Consorci de la Ribera, Mancomunitat de la Ribera Alta, Mancomunitat de la Ribera Baixa, Cambra de Comerç de València, Confederació Empresarial Valenciana (CEV), Federació d'Agrupacions Locals de Comerç, Indústria i Serveis de les Riberes (Fedalcis), Associació Empresarial d'Hoteleria de Cullera i la seua Comarca, Associació Empresarial d'Alzira.[4]
- El condicionament de rius i barrancs i projectes de millora ambiental i paisatgística.[5]

## Presidents
- Francesc Signes i Núñez (1996-2001)
- Matilde Ferrà Perelló (2001-2003)
- Joaquín Martín (2003-2007)
- Rosa Sebastià (2007 - 2011)
- Cristóbal García (2011-2015)
- Txema Peláez (2015-)